# Ursulines du Cœur de Jésus Agonisant
Les Ursulines du Cœur de Jésus Agonisant (en latin : Congregatio Sororum Ursulinarum a Sacro Corde Iesu Agonizantis) sont une congrégation religieuse féminine enseignante et hospitalière de droit pontifical. 

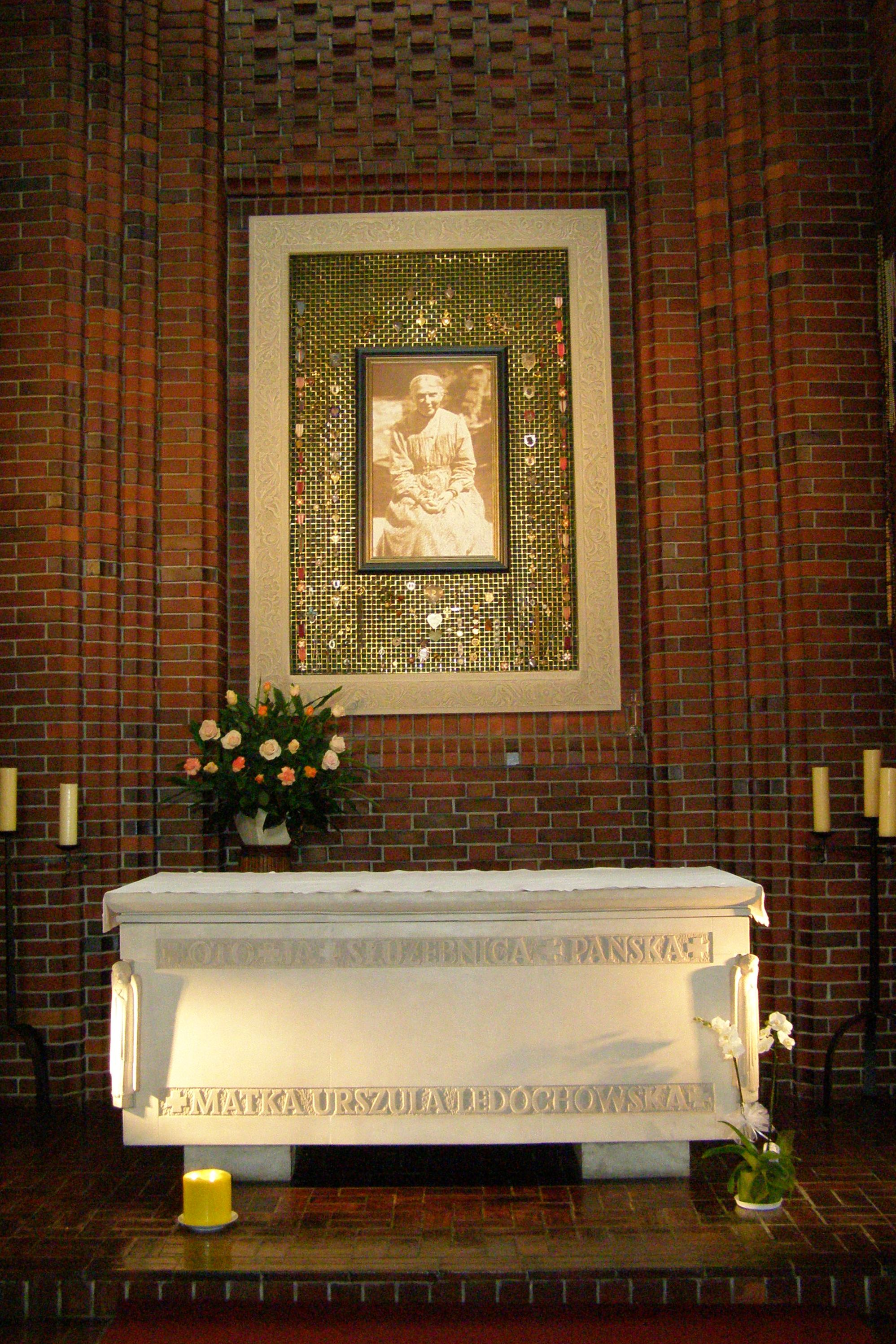
Sépulture de sainte Ursule Ledóchowska au en Pologne.

## Historique
La congrégation est originaire de la communauté des Ursulines de Saint-Pétersbourg fondée en 1907 par des religieuses de Cracovie. Ursule Ledóchowska (1865 - 1939) est chargée de diriger la communauté qui devient indépendante de la maison-mère en 1908. En raison de l'hostilité du régime tsariste face aux institutions religieuses catholiques, les Ursulines sont contraintes à la clandestinité.
Le monastère de Saint-Pétersbourg doit être déplacé à Pniewy près de Poznań et Ursule essaye sans succès de l'affilier à l'Union des religieuses ursulines polonaises. Le 7 juin 1920, considéré comme date de fondation de l'institut, la congrégation des réguliers autorise la transformation de la maison autonome de Pniewy en congrégation de vœux simples qui est placé sous le patronage du Cœur de Jésus agonisant et approuvé par le Saint-Siège le 4 juin 1923.

## Activités et diffusion
Les Ursulines se consacrent à l'enseignement, elles ont aussi des foyers pour les personnes atteintes du sida. 
Elles sont présentes en :
- Europe  : Allemagne, Biélorussie, Finlande, France, Italie, Pologne, Ukraine.
- Amérique : Argentine, Brésil, Canada.
- Afrique : Tanzanie.
- Asie : Philippines.

La maison généralice est à Rome. 
En 2017, la congrégation comptait 760 sœurs dans 92 maisons. 

## Source et références
1. ↑  (it) Annuaire pontifical, Vatican, Librairie éditrice vaticane, 2017, 2329 p. (ISBN 978-88-209-9975-9 et 88-209-9975-7), p. 1584